# Meneclia pallidula
Meneclia pallidula är en fjärilsart som beskrevs av Karl Grünberg 1910. Meneclia pallidula ingår i släktet Meneclia och familjen björnspinnare. Inga underarter finns listade i Catalogue of Life.